# Lou Ferrigno
Louis Jude "Lou" Ferrigno, född 9 november 1951 i Brooklyn i New York, är en amerikansk kroppsbyggare, skådespelare och fitnesskonsult. 
Ferrigno har medverkat i TV-program och filmer såsom Hulken, Lyfta skrot - med Arnold Schwarzenegger och Franco Columbu - Sinbad of the Seven Seas och Herculez.
Ferrigno växte upp i en italiensk familj i Brooklyn. Han började träna vid 13 års ålder och vann sin första stora titel 1973, IFBB Mr. Universe, och blev därmed som 21-åring den yngste vinnaren någonsin. Han vann titeln även året därpå. I sitt första försök i Mr. Olympia, 1974, slutade han på en andra plats. Nästa år kom han trea och hans försök att slå Arnold Schwarzenegger var ämnet i dokumentärfilmen Lyfta skrot, från 1977.
Efter detta slutade Ferrigno att tävla inom kroppsbyggande och satsade i stället på att bli skådespelare. Han blev känd som titelfiguren Hulken i TV-serien "Hulken" 1977-1982 (medan Hulkens alter ego David Banner spelades av Bill Bixby) och har återkommit till den rollen flera gånger, från 1990-talet och framåt framför allt som röstskådespelare. Han har vidare haft roller i långfilmer och gästroller i flera andra TV-serier. Ibland har han spelat sig själv, till exempel gjorde han återkommande det i TV-komediserien "Kungen av Queens" 2000-2007.
Under tidigt 1990-tal gjorde Ferrigno comeback som kroppsbyggare – han tävlade i Mr. Olympia 1992 och 1993. Efter att han slutat 12:a och 10:a i den ordningen, så vände han sig till tävlingen Olympia Master – slutade 2:a år 1994 till förmån för Robby Robinson. Efter detta slutade han helt med tävlingar inom kroppsbyggande.
30 maj 1980 gifte han sig med Carla Green som blev hans manager. De har tre barn. 
Ferrigno har en 75-procentig hörselnedsättning efter en öroninflammation i treårsåldern. Han påstår själv att detta hade stor påverkan på honom i hans val av idrottsutövande.

## Filmografi
- Pumping Iron (1977)
- Hulken (1978-1982) (som Hulken)
- Mister Rogers' Neighborhood (som sig själv, 1980)
- Hercules
- The Fall Guy (gäst, 1982, 1983, 1984)
- The Incredible Hulk Returns (1988) (som Hulken)
- Desert Warrior (som Zerak 1988)
- Sinbad of the Seven Seas (1989)
- Cage (1989)
- Cage II (1994)
- The Incredible Hulk (röst i tecknad TV-serie)
- Home Improvement (1997)
- Kungen av Queens (återkommande, 2000-2007) (som sig själv)
- Hulk (2003) (röst, cameo som väktare, tillsammans med Stan Lee och som Hulken)
- My Wife and Kids (gäst, 2004)
- Reno 911! (gäst, 2004)
- The Incredible Hulk (röst, cameo, 2008) (som Hulken och som en säkerhetsvakt)
- I Love You, Man (sig själv 2009)
- The Avengers (röst, 2012) (röst Hulken blandat med Mark Ruffalo, okrediterad)
- Moms' Night Out (2014, cameo som Hulken)
- Avengers: Age of Ultron (röst, 2015) (röst Hulken blandat med Mark Ruffalo, okrediterad)
- The Scorpion King 4: Quest for Power (2015, som Skizurra) (direkt till video, alternativ titel: The Scorpion King: The Lost Throne)
- Avengers Grimm (2015, som Iron John)
- Instant Death (2017, som John Bradley, huvudroll)
- Thor: Ragnarök (röst, 2017) (röst Hulken blandat med Mark Ruffalo, okrediterad)
- Ring Ring (2019, som Mr. Daniels)
- Surge of Dawn (2019, som Ion) (kortfilm)
- Cross: Rise Of The Villains (2019, som Powerhouse) (alternativ titel: Cross 3)
- Perps (2020, som Keith) (kortfilm)
- Guest House (2020, som sergeant Winters)
- Mummy Dearest (2021, som Matthew Bradley)
- The Offer (2022, som Lenny Montana) (miniserie)
- Velvet Prozak (TV-serie, medverkan i avsnittet "Cougar Hunting" 2022 som Lou)

## Tävlingar
- 1971 Pro Mr. America - WBBG, Teen 1:a
- 1971 Teen Mr. America - AAU, 4:a, Most Muscular 5:a
- 1972 Pro Mr. America - WBBG, 2:a
- 1972 NABBA Mr. Universe, Lång klass, 2:a
- 1973 IFBB Mr. America, Vinnare
- 1973 IFBB Mr. Universe, Lång klass, Vinnare
- 1974 IFBB Mr. International, Vinnare
- 1974 IFBB Mr. Universe, Lång klass, Vinnare
- 1974 Mr. Olympia, Tungvikt 2:a
- 1975 Mr. Olympia, Lång klass 3:a
- 1977 World strongest man, 4:a
- 1992 Mr. Olympia, 12:a
- 1993 Mr. Olympia, 10:a
- 1994 Olympia Masters, 2:a

## Tidningsomslag
Totalt 37
- 10 Muscle & Fitness (1982-1983-1986-1987-1988-1989-1993-1994)
- 8 Flex (1983-1985-1989-1992-1993-1994)
- 7 Muscle Builder (1974-1977-1979-1980)
- 4 Iron Man (1973-1988-1992-1994)
- 2 Muscle Mag International (1983-1994)
- 2 Bodybuilding Lifestyle (1991-1992)
- 1 Strength & Health (1983)
- 1 Muscular Development (1981)
- 1 Natural Bodybuilding (1983)
- 1 Muscle Training Illustrated (1972)